# John Perry Barlow
John Perry Barlow (Cora, 3 ottobre 1947 – San Francisco, 7 febbraio 2018) è stato un poeta, saggista e attivista statunitense ed ex autore dei testi delle canzoni dei Grateful Dead. È anche noto per essere stato un difensore delle libertà digitali e uno dei membri fondatori della Electronic Frontier Foundation.
Barlow è stato vicepresidente dell'Electronic Frontier Foundation (EFF). Da maggio 1998, era Fellow presso il Centro Berkman per Internet e Società dell'Università di Harvard. È stato riconosciuto dal settimanale Time "uno dei 10 Musicisti Superintelligenti della Scuola del Rock".[2]
La sua opera più famosa come attivista è la Dichiarazione di indipendenza del Cyberspazio, pubblicata online nel febbraio 1996 e scritto in risposta alla conversione in legge negli Stati Uniti del Telecommunications Act.

## Biografia
Nato nella Contea di Sublette nel Wyoming (USA), Barlow ha frequentato la scuola elementare in una scuola con una sola aula. Ha frequentato successivamente la Fountain Valley School in Colorado. Qui Barlow incontra Bob Weir, che successivamente entrerà nel gruppo dei Grateful Dead. Weir e Barlow resteranno in contatto per anni; frequente ospite della struttura di Timothy Leary a Millbrook, New York, Barlow presenta il gruppo musicale a Leary nel 1967. Nel 1969, Barlow si laurea con lode in religione comparata presso l'Università Wesleyan a Middletown, Connecticut, trascorrendo i successivi due anni a viaggiare. Nel 1971 inizia a occuparsi di allevamento a Cora, Wyoming, per la Compagnia di famiglia Bar Cross Land and Livestock. Ha venduto la sua attività nel 1988.
I semi della collaborazione fra Barlow e Weir vengono piantati allo spettacolo dei Grateful Dead al Capitol Theater di Port Chester, New York, nel febbraio 1971. Fino ad allora, Weir aveva per lo più lavorato con lo scrittore di testi di canzoni dei dead, Robert Hunter. Hunter preferiva che coloro i quali avrebbero cantato le sue canzoni si attenessero ai suoi testi "canonici" piuttosto che aggiungessero improvvisazioni o riarrangiassero le parole. Ciò portò ad una lite dietro le quinte riguardo ad un duetto in "Sugar Magnolia" del più recente brano della band (molto probabilmente "She can dance a Cajun rhythm/Jump like a Willys in four-wheel drive"), che portò un irato Hunter a chiamare Barlow dicendogli "prenditelo (Weir)— è tutto tuo". Nell'autunno del 1971, con un album solista per le mani e solo due brani completati, Weir e Barlow iniziano a scrivere insieme per la prima volta.
I due tirarono fuori alcuni potenti brani come "Cassidy", "Mexicali Blues" e "Black Throated Wind", tre brani che resteranno nel repertorio dei Grateful Dead e Weir modificò i suoi progetti da solista per gli anni a venire. Altri brani nati dalla collaborazione fra Weir e Barlow sono "Let It Grow", "The Music Never Stopped", "Estimated Prophet", "I Need A Miracle", "Lost Sailor", "Saint of Circumstance", "Hell In A Bucket", e "Throwing Stones". Barlow ha anche collaborato con i tastieristi dei Dead Brent Mydland e poi Vince Welnick.
Nel 1986 Barlow entra a far parte della comunità online WELL, allora nota per la forte presenza Deadhead. Occupa un posto nel consiglio di amministrazione della compagnia prestandovi per molti anni. Nel 1990, Barlow fonda la Electronic Frontier Foundation (EFF) insieme agli attivisti per i diritti digitali John Gilmore e Mitch Kapor. In quanto fondatore della EFF, Barlow aiuta a pubblicizzare il raid del Servizio Segreto sui Steve Jackson Games. Il coinvolgimento di Barlow è stato poi documentato nello Hacker Crackdown: Law and Disorder on the Electronic Frontier (1992) di Bruce Sterling. La EFF ha successivamente sponsorizzato l'innovativo caso Steve Jackson Games, Inc. contro Servizi Segreti degli Stati Uniti. La Steve Jackson Games vincerà poi la causa nel 1993.
Sposa Elaine Parker, da cui ha avuto tre figlie: Amelia Rose, Anna Winter, e Leah Justine. Elaine e John si sono separati nel 1992. Ha avuto come compagna la Dr.ssa Cynthia Horner, incontrata ad un congresso. La Horner è morta nel 1994 per un'aritimia cardiaca, apparentemente causata da una cardiomiopatia virale non diagnosticata.
Barlow è stato un buon amico di John F. Kennedy jr.
È morto nel sonno il 7 febbraio 2018.

## Politica
Barlow era ex presidente del Partito Repubblicano per la Contea di Sublette ed è stato coordinatore della campagna elettorale di Dick Cheney nel Wyoming Occidentale nel 1978. All'inizio degli anni 2000, Barlow non è stato più in grado di conciliare il suo ardente libertarismo con il prevalente movimento neoconservatore e "non si è sentito tentato di votare per Bush"; dopo un arresto per possesso di una piccola quantità di marijuana mentre era in viaggio, ha aderito al Partito Democratico e si è dedicato pubblicamente all'attivismo politico per la prima volta dal discorso con il Partito Repubblicano. Barlow ha poi dichiarato di essere Repubblicano ma in molte occasioni anche di essere un anarchico. Barlow ha affermato di votare per il candidato presidenziale del Natural Law Party John Hagelin nel 2000 dopo aver scoperto nella cabina elettorale che il suo amico Nat Goldhaber era collega di partito di Hagelin. Nel 2004 ha dichiarato: "sono imbarazzato per il mio paese che nella mia intera vita di elettore non ci sia mai stato un candidato di un partito maggiore per il quale mi sia andato di votare. Tutti i miei voti presidenziali, per George Wallace, Dick Gregory, o John Hagelin, sono stati voti di protesta." Barlow ha dichiarato che quell'anno avrebbe votato per "John Kerry, ma con poco entusiasmo."